# Mitre Corporation
Die MITRE Corporation ist eine Organisation zum Betrieb von Forschungsinstituten im Auftrag der Vereinigten Staaten, die durch Abspaltung vom Massachusetts Institute of Technology (MIT) entstanden ist. Sie wird als Non-Profit-Organisation geführt.

## Organisation

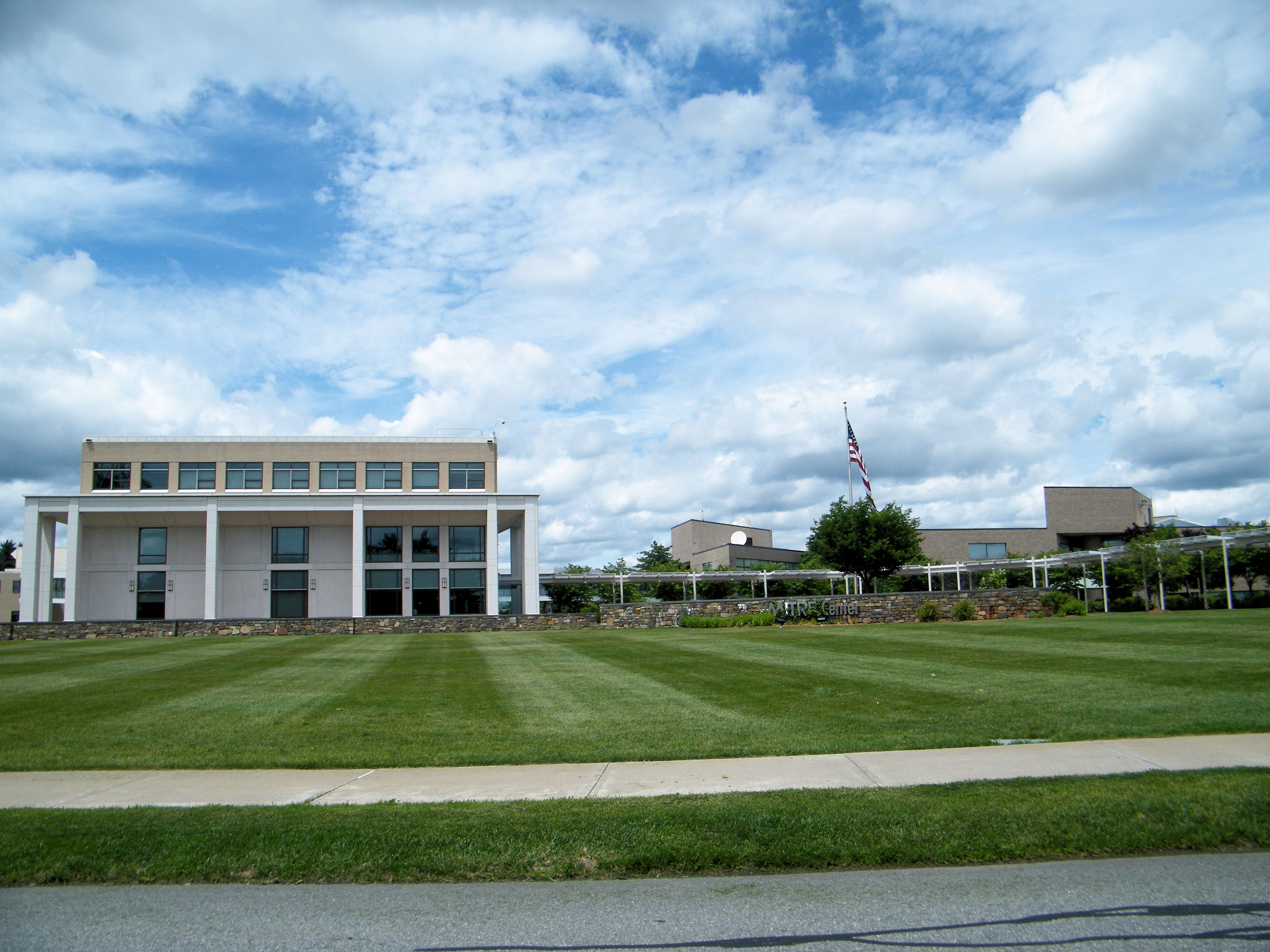
Mitre Center in Bedford, Massachusetts

Die folgenden sogenannten federally funded Research and Development Centers (FFRDCs) werden von der MITRE Corporation betrieben:
- für die Federal Aviation Administration das Center for Advanced Aviation System Development
- für das Department of Defense das National Security Engineering Center
- für das Department of Homeland Security das Homeland Security Systems Engineering and Development Institute
- für die Bundesgerichte der Vereinigten Staaten das Judiciary Engineering and Modernization Center.
- für den Internal Revenue Service und das Department of Veterans Affairs das Center for Enterprise Modernization

Die Organisation unterhält weltweit mehrere Dutzend Niederlassungen, vorwiegend in den Vereinigten Staaten und international mit Schwerpunkt in Deutschland.
Weiter verwaltet die Organisation die Liste der Common Vulnerabilities and Exposures (CVE) und ist verantwortlich für das ATT&CK-Framework.